# George Clooney
George Timothy Clooney (Lexington, Kentucky, 6 mei 1961) is een Amerikaans acteur, regisseur, scenarioschrijver en producent met meer dan dertig filmprijzen en nominaties op zijn naam. Voor de film Syriana won hij een Oscar voor beste mannelijke bijrol. Tevens won hij als producent een Oscar voor beste film voor Argo. Ook kreeg hij Oscarnominaties voor zijn rollen in Michael Clayton en The Descendants, een European Film Award (voor Good Night, and Good Luck) en meerdere Golden Globes (voor Syriana en O Brother, Where Art Thou?).

## Biografie
Clooney is de zoon van televisiepersoonlijkheid Nick Clooney en Nina Bruce Warren. Hij heeft een oudere zus, Ada Zeidler. Zijn vader is de broer van zangeres-actrice Rosemary Clooney.
Op jonge leeftijd leerde Clooney omgaan met de camera; zijn vader nam vaak zijn familie mee naar publieke optredens en de jonge Clooney verscheen zelfs in een van zijn televisieprogramma's. Op de Augusta High School was Clooney een begaafd honkballer, maar tijdens een tryout bij de Cincinnati Reds bleek hij niet goed genoeg om prof te worden.

### Relaties
Op 15 december 1989 trouwde hij met actrice Talia Balsam, van wie hij in september 1993 weer scheidde. Later bezwoer Clooney dat hij nooit meer opnieuw zou trouwen. Op 27 september 2014 trouwde Clooney echter met de Brits-Libanese mensenrechtenadvocate Amal Alamuddin; twee dagen daarna trouwden ze voor de wet. Ze werden in 2017 ouders van een tweeling, een dochter en een zoon. Clooney had in het verleden verschillende relaties onder meer met Lisa Snowdon (2000-2005), Sarah Larson (2007-2008), Elisabetta Canalis (2009-2011) en Stacy Keibler (2011-2013).

## Carrière
Na enkele jaren brak hij zijn studie aan de universiteit van Northern Kentucky af, waarna hij enkele willekeurige baantjes had. Het leek erop dat Clooney in de voetsporen van zijn vader zou treden, maar dat veranderde toen zijn oom José Ferrer, echtgenoot van zijn tante Rosemary, naar Kentucky kwam om er met zijn zoons Miguel en Rafael een film over paardenraces te maken. Daarin kreeg Clooney ook een rolletje. De film And They're Off werd nooit uitgebracht, maar Clooney had zijn roeping gevonden.
Zijn vader, wetende hoe moeilijk het is om als acteur te slagen, probeerde hem tevergeefs van gedachten te laten veranderen. De zomer van 1982 bracht de vastbesloten Clooney door met het oogsten van tabak om zodoende genoeg geld te verdienen om naar Hollywood te gaan. In Californië mocht hij bij zijn tante Rosemary wonen, hoewel deze zijn aspiraties ook niet van harte steunde. Gedurende enkele maanden was hij haar chauffeur op haar tour met zangeressen als Martha Raye. Hierna probeerde Clooney als acteur aan de bak te komen, maar hij werd constant afgewezen, waar zijn stemming erg onder te lijden had. Uiteindelijk voelde Rosemary zich genoodzaakt haar neef te vragen om te vertrekken.
Clooney trok in bij een vriend, beginnend acteur Tom Matthews. Hij deed klusjes op de sets van reclamespotjes en nam acteerlessen bij The Beverly Hills Playhouse. Onder leiding van Milton Katselas maakte hij zich het vak eigen en als gevolg van een schoolproject vond hij een impresario.
In de jaren daarna speelde hij verschillende grotere en kleinere rollen, vooral in matig ontvangen series, B-films en nooit uitgebrachte films, maar hij was niet ontevreden; hij deed wat hij het liefste deed: acteren en zich ontwikkelen. Over deze periode zei hij ooit dat hij destijds de bestbetaalde onbekende acteur van Hollywood was.

### ER en verder
In 1994 kwam Clooneys doorbraak, door zijn rol als dr. Douglas Ross in de ziekenhuisserie ER. Zijn populariteit hierin gaf zijn filmcarrière een belangrijke impuls. Voor From Dusk Till Dawn kreeg hij $250.000, voor Ocean's Eleven (een remake uit 2001 van de film Ocean's 11 uit 1960) al $20.000.000. Later ging hij ook als producent, scenarioschrijver en regisseur werken. Belangrijk in dit verband was zijn vriendschap met regisseur Steven Soderbergh, met wie hij het bedrijf Section Eight oprichtte. In 2006 werd bekend dat het bedrijf werd opgeheven. Clooney richtte kort daarna het productiebedrijf Smoke House op, met goede vriend Grant Heslov.

## Filmografie

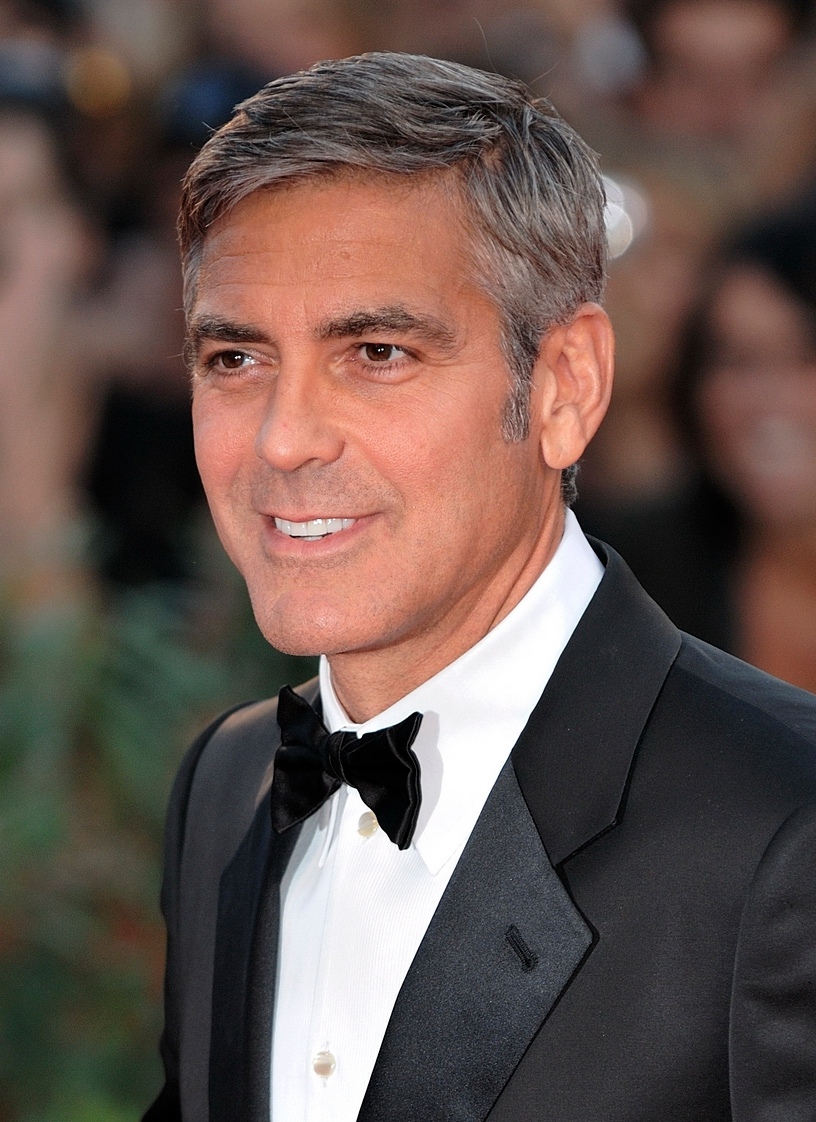
George Clooney in 2009

## Prijzen en nominaties
| Film                              | Categorie                               | Uitslag        |
| Academy Awards                    | Academy Awards                          | Academy Awards |
| --------------------------------- | --------------------------------------- | -------------- |
| Good Night, and Good Luck (2005)  | Beste regie                             | Genomineerd    |
| Good Night, and Good Luck (2005)  | Beste originele scenario                | Genomineerd    |
| Syriana (2005)                    | Beste mannelijke bijrol                 | Gewonnen       |
| Michael Clayton (2007)            | Beste acteur                            | Genomineerd    |
| Up in the Air (2009)              | Beste acteur                            | Genomineerd    |
| The Descendants (2011)            | Beste acteur                            | Genomineerd    |
| The Ides of March (2011)          | Beste bewerkte scenario                 | Genomineerd    |
| Argo (2012)                       | Beste film                              | Gewonnen       |
| Golden Globes                     |                                         |                |
| ER (1996)                         | Beste acteur (dramaserie)               | Genomineerd    |
| ER (1997)                         | Beste acteur (dramaserie)               | Genomineerd    |
| ER (1998)                         | Beste acteur (dramaserie)               | Genomineerd    |
| O Brother, Where Art Thou? (2000) | Beste acteur (komedie/musical)          | Gewonnen       |
| Good Night, and Good Luck (2005)  | Beste regie                             | Genomineerd    |
| Good Night, and Good Luck (2005)  | Beste scenario                          | Genomineerd    |
| Syriana (2005)                    | Beste mannelijke bijrol                 | Gewonnen       |
| Michael Clayton (2007)            | Beste acteur                            | Genomineerd    |
| Up in the Air (2009)              | Beste acteur                            | Genomineerd    |
| The Descendants (2011)            | Beste acteur                            | Gewonnen       |
| The Ides of March (2011)          | Beste regie                             | Genomineerd    |
| The Ides of March (2011)          | Beste scenario                          | Genomineerd    |
|                                   | Cecil B. DeMille Award (2015)           | Gewonnen       |
| BAFTA Awards                      |                                         |                |
| Good Night, and Good Luck (2005)  | Beste regie                             | Genomineerd    |
| Good Night, and Good Luck (2005)  | Beste originele scenario                | Genomineerd    |
| Good Night, and Good Luck (2005)  | Beste mannelijke bijrol                 | Genomineerd    |
| Syriana (2005)                    | Beste mannelijke bijrol                 | Genomineerd    |
| Michael Clayton (2007)            | Beste acteur                            | Genomineerd    |
| Up in the Air (2009)              | Beste acteur                            | Genomineerd    |
| The Descendants (2011)            | Beste acteur                            | Genomineerd    |
| The Ides of March (2011)          | Beste bewerkte scenario                 | Genomineerd    |
| Argo (2012)                       | Beste film                              | Gewonnen       |
| Emmy Awards                       |                                         |                |
| ER (1995)                         | Beste acteur (dramaserie)               | Genomineerd    |
| ER (1996)                         | Beste acteur (dramaserie)               | Genomineerd    |
| Hope for Haiti Now (2010)         | Beste variété-special (musical/komedie) | Genomineerd    |
|                                   | Bob Hope Humanitarian Award (2010)      | Gewonnen       |

George Clooney kreeg een Bob Hope Humanitarian Award tijdens de jaarlijkse Emmy-uitreiking op 29 augustus 2010. Hij werd geëerd voor zijn fondsenwerving, onder meer na de tsunami in Zuidoost- Azië in 2004, de orkaan Katrina in New Orleans in 2005 en de aardbeving in Haïti in 2010.